# Prins Carl-medaljen

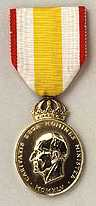
Prins Carl-medaljen

Prins Carl-medaljen instiftades av konung Gustaf V den 1 december 1945, med anledning av att hertigen av Västergötland, prins Carl då avgick som ordförande i Svenska Röda Korset, ett uppdrag han tillträtt 1906. Medaljen förlänas "för särskilt gagnande nationell och internationell humanitär verksamhet". Den bär prins Carls bild och bärs på bröstet i vitt-gult-vitt band med röda kantränder. Den utdelas på instiftelsedagen. 

## Medaljörer[2]
- Fru Elsa Brändström, 1946
- Sir John Kennedy, 1946
- Dr John Mott, 1946
- Påven Pius XII, 1947
- Dr Albert Schweitzer, 1952
- vice President British Red Cross Society Lady Limerick, 1977
- Generalsekreterare I Svenska Röda Korset Olof Stroh, 1978
- Generalsekreterare i Rödakorsföreningarnas förbund Henrik Beer, 1979
- Generalsekreterare i Finlands Röda Kors Kai J. Warras, 1980
- Professor Jean S. Pictet, 1981
- Madame Alexandra Issa-el-Khoury, 1982
- Generalsekreterare Håkan Landelius, 1985
- Fil.dr. Sture Linnér, 1986
- Monsieur Alexandre Hay, 1987
- Överste Sven Lampell, 1990
- Överste Frédéric de Mulinen, 1993
- Med.dr. Jan-Olof Morfeldt, 1996
- Dr Cornelio Sommaruga, 2001
- Prinsessan Christina, Fru Magnuson, 2002
- Generalsekreterare emeritus Markku Niskala, 2008
- Konteramiral Sten Swedlund, 2009 [3]
- Dr Johan von Schreeb, 2014
- Undergeneralsekreteraren i Förenta Nationerna Staffan de Mistura, 2017